# 蘭福爾 (明尼蘇達州)
蘭福爾（英語：Landfall）是一個位於美國明尼蘇達州華盛頓縣的城市。

## 人口
根據2020年美國人口普查的數據，蘭福爾的面積為0.21平方千米，當中陸地面積為0.17平方千米，而水域面積為0.04平方千米。當地共有人口843人，而人口密度為每平方千米4,014人。